# Valloni e Steppe Pedegarganiche
Valloni e Steppe Pedegarganiche este o arie protejată (arie specială de conservare — SAC, sit de importanță comunitară — SCI) din Italia întinsă pe o suprafață de 29.817 ha, integral pe uscat.

## Localizare
Centrul sitului Valloni e Steppe Pedegarganiche este situat la coordonatele 41°38′24″N 15°46′59″E / 41.64°N 15.783056°E.

## Înființare
Situl Valloni e Steppe Pedegarganiche a fost declarat sit de importanță comunitară în iunie 1995 pentru a proteja 1 specie de plante și 48 de specii de animale. Situl a fost protejat și ca arie specială de conservare în decembrie 2018.

## Biodiversitate
Situată în ecoregiunea mediteraneană, aria protejată conține 5 habitate naturale: Peșteri inaccesibile publicului, Păduri de Olea și Ceratonia, Pante stâncoase calcaroase cu vegetație casmofită, Pajiști uscate din regiunea submediteraneeană estică (Scorzoneratalia villosae), Păduri de Quercus ilex și Quercus rotundifolia.
La baza desemnării sitului se află mai multe specii protejate:
- plante (1): Stipa austroitalica
- păsări (31): ciocârlie-de-câmp (Alauda arvensis), fâsă-de-câmp (Anthus campestris), cucuvea (Athene noctua), buha (Bubo bubo), pasărea ogorului (Burhinus oedicnemus), șorecar mare (Buteo rufinus), ciocârlie-cu-degete-scurte (Calandrella brachydactyla), caprimulg (Caprimulgus europaeus), șerpar (Circaetus gallicus), erete de stuf (Circus aeruginosus), erete vânăt (Circus cyaneus), erete cenușiu (Circus pygargus), porumbel (Columba livia), prepeliță (Coturnix coturnix), presură de munte (Emberiza cia), Emberiza melanocephala, Falco biarmicus, Falco naumanni, șoim călător (Falco peregrinus), sfrâncioc roșiatic (Lanius collurio), sfrâncioc cu cap roșu (Lanius senator), ciocârlie de pădure (Lullula arborea), ciocârlie de bărăgan (Melanocorypha calandra), mierlă albastră (Monticola solitarius), vultur egiptean (Neophron percnopterus), pietrar mediteranean (Oenanthe hispanica), viespar (Pernis apivorus), vrabie de stâncă (Petronia petronia), Sylvia conspicillata, spârcaci (Tetrax tetrax), strigă (Tyto alba)
- amfibieni (1): Triturus carnifex
- mamifere (10): liliac cârn (Barbastella barbastellus), lupul (Canis lupus), liliac cu aripi lungi (Miniopterus schreibersii), liliac cu urechi de șoarece (Myotis blythii), liliac cu picioare lungi (Myotis capaccinii), liliac cărămiziu (Myotis emarginatus), liliac comun (Myotis myotis), liliacul mediteranean cu potcoavă (Rhinolophus euryale), liliacul mare cu potcoavă (Rhinolophus ferrumequinum), liliacul mic cu potcoavă (Rhinolophus hipposideros)
- nevertebrate (3): fluturele auriu (Euphydryas aurinia), Euplagia quadripunctaria, Melanargia arge
- pești (1): Alburnus albidus
- reptile (2): șarpele cu patru dungi (Elaphe quatuorlineata), țestoasă bănățeană (Testudo hermanni)

Pe lângă speciile protejate, pe teritoriul sitului au mai fost identificate 44 de specii de plante, 7 specii de amfibieni, 10 specii de mamifere, 3 specii de nevertebrate, 9 specii de reptile.